# Pier Angeli
Anna Maria Pierangeli (19. června 1932 Cagliari – 10. září 1971 Beverly Hills) byla filmová a televizní herečka, zpěvačka a modelka italského původu.

## Život

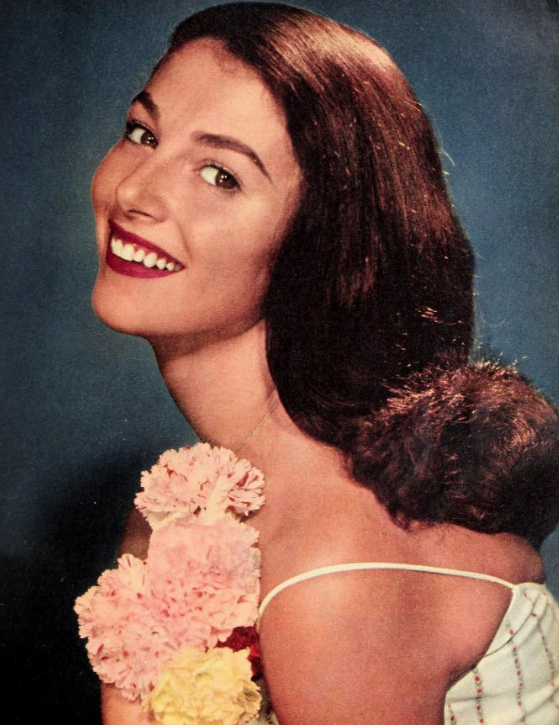
Pier Angeli v roce 1957

Narodila 19. června 1932 jako jedno z dvojčat Luigiho Pierangeliho a Enrichetty Pirangeliové (rodným jménem Romitiová). Její setra Marisa se později také stala herečkou. Jejich matka však brzy po narození zemřela a každá z dcer byla adoptována jinou rodinou. I přesto se však v dětství často vídaly.
Během druhé světové války pobývala v Římě, kde však musela zažívat nedostatek potravy i bombardování města, což ji do budoucna hodně poznamenalo.
V 16 letech debutovala ve filmu Domani è troppo tardi (1950), a svými výkony upoutala i pozornost producentů od studia Metro-Goldwyn-Mayer (MGM), kteří ji hned na to nabídli smlouvu. O rok později se u MGM uvedla dramatem Teresa (1951) a po několika kladných recenzích, které jí přirovnávaly i ke Gretě Garbo, získala dokonce Zlatý glóbus pro Novou hvězdu roku v kategorii hereček. Po dalších dvou snímcích (Příběh tří lásek (1953) a Sombrero (1953)) ji studio MGM zapůjčilo studiím Warner Bros. i Columbia Pictures, pro které natočila celkem 4 filmy. V roce 1956 se však vrátila zpět k MGM a zahrála si po boku Paula Newmana v žiotopisném dramatu Někdo tam nahoře mě má rád (1956). Po dalších dvou snímcích jí však se studiem skončila smlouva a téhož roku se také rozvedla se svým prvním manželem Vicem Damonem. O rok později vydala hudební album „Italia con Pier Angeli“ a po modelingové zkušenosti z roku 1954, kdy se objevila v magazínu Life, do konce dekády pracovala jako modelka.
Na dalších 10 let žila v Británii a hrála hlavně ve francouzských, italských i anglických filmech. V anglickém snímku Hněvivé ticho (1960) si zahrála mj. po boku svého přítele Richarda Attenborougha a byla nominována i na cenu BAFTA pro nejlepší zahraniční herečku.
V roce 1962 se také provdala za svého druhého manžela, italského skladatele Armanda Trovajoliho, avšak po sedmi letech manželství se rozvedli. Na začátku 70. let se vrátila znovu do Kalifornie a dokud si nenašla malý byt v Beverly Hills, žila s blízkou přítelkyní a herečkou Debbie Reynoldsovou.
10. září 1971 byla Pier Angeli nalezena mrtvá na předávkování barbituráty ve svém domě. Bylo jí pouhých 39 let.

## Filmografie (kompletní)
- 1950 Domani è troppo tardi (režie Léonide Moguy)
- 1951 Domani è un altro giorno (režie Léonide Moguy, Elio Piccon)
- 1951 Teresa (režie Fred Zinnemann)
- 1952 The Light Touch (režie Richard Brooks)
- 1952 The Devil Makes Three (režie Andrew Marton)
- 1953 Příběh tří lásek (režie Vincente Minnelli, Gottfried Reinhardt)
- 1953 Sombrero (režie Norman Foster)
- 1954 Mam´zelle Nitouche (režie Yves Allégret)
- 1954 The Flame and the Flesh (režie Richard Brooks)
- 1954 Stříbrný kalich (režie Victor Saville)
- 1956 Meet Me in Las Vegas (režie Roy Rowland)
- 1956 Někdo tam nahoře mě má rád (režie Robert Wise)
- 1956 Port Afrique (režie Rudolph Maté)
- 1957 The Vintage (režie Jeffrey Hayden)
- 1958 Merry Andrew (režie Michael Kidd)
- 1959 SOS Pacific (režie Guy Green)
- 1960 Hněvivé ticho (režie Guy Green)
- 1961 L'ammutinamento (režie Silvio Amadio)
- 1962 Sodoma a Gomora (režie Robert Aldrich)
- 1962 Il était trois flibustiers (režie Steno, Massimo Patrizi)
- 1964 Banco à Bangkok pour OSS 117 (režie André Hunebelle)
- 1965 Berlino - Appuntamento per le spie (režie Vittorio Sala)
- 1965 Bitva v Ardenách (režie Ken Annakin)
- 1966 Missione mortale Molo 83 (režie Sergio Bergonzelli)
- 1966 Per mille dollari al giorno (režie Silvio Amadio)
- 1967 Caccia ai violenti (režie Sandy Howard)
- 1968 Rose rosse per il fuehrer (režie Fernando Di Leo)
- 1968 Kol Mamzer Melech (režie Uri Zohar)
- 1969 La Vera storia di Frank Mannata (režie Javier Setó)
- 1969 Addioy Alexandra (režie Enzo Battaglia)
- 1970 Nelle pieghe della carne (režie Sergio Bergonzelli)
- 1970 Quell'amore particolare (režie Carlo Savina)
- 1971 Octaman (režie Harry Essex)